# Atriplex chenopodioides
Atriplex chenopodioides là loài thực vật có hoa thuộc họ Dền. Loài này được Batt. mô tả khoa học đầu tiên năm 1889.